# Dopning (fysik)

Fosfordopning i kisel ger en extra elektron, kallad n-dopning.

Dopning med bor ger ett hål i valensbandet, kallad p-dopning.

Dopning är en beteckning på ett stort antal kemiska processer där man tillsätter ett störämne (se bild) till en struktur för att ändra någon egenskap hos denna.
Exempel på dopning är tillsättning av ett grundämne ur grupp III eller grupp V i halvledare av kisel. I detta fall rör det sig om mycket små mängder. Men dopning kan även vara mängder upp till 50 % ersättning av ett ämne i grundstrukturen med dopämnet.
Dopning i halvledare kan också ske elektroniskt, genom elektrondiffusion, injektion eller inversion.
När störämnet har fler valenselektroner än ämnet man dopar stör man elektronparbindningen då det blir en elektron över per tillsatt störämnesatom (se översta bilden till höger). Denna elektron är det som bär laddningen i ämnet och eftersom en elektron är negativt laddad så säger man att ämnet är n-dopat (efter n som i negativ).
När störämnet har färre valenselektroner än ämnet man dopar stör man elektronparbindningen då det blir ett hål över per tillsatt störämnesatom (se nedersta bilden till höger). Detta hål är det som bär laddningen i ämnet och eftersom ett hål, teoretiskt sett är positivt laddat så säger man att ämnet är p-dopat (efter p som i positiv).

## Störämnets syfte
Ett störämne är ett ämne som tillsätts för att få lägre resistivitet. I till exempel halvedaren germanium räcker det med en arsenikatom per 107:e germaniumatom för att få resistiviteten att minska till en hundradel. I praktiken fungerar ett störämne som så att det bryter mönstret av elektronparbindningar och lämnar efter sig en extra negativt laddad elektron eller ett extra positivt laddat hål. Denna elektron eller detta hål fungerar som elektrongasen i en metall och bär laddningen vidare genom ämnet.